# Erik Rafoss
Erik Rafoss (* 25. Juni 1984 in Stavanger) ist ein ehemaliger norwegischer Handballspieler.
Der linke Rückraumspieler spielte für den norwegischen Verein Stavanger HK, bis dieser im Jahr 2009 aufgelöst wurde. Anschließend lief er bis zu seinem Karriereende im Sommer 2021 für den Nachfolgeverein Viking HK auf.
Am 29. Oktober 2009 gab Rafoss sein Debüt für die norwegische Nationalmannschaft im Rahmen des Supercups in Deutschland gegen den Gastgeber. Es blieben seine einzigen drei Länderspiele, in denen er ein Tor warf.